# Eumorphia
Eumorphia là một chi thực vật có hoa trong họ Cúc (Asteraceae).

## Loài
Chi Eumorphia gồm các loài: